# Garancsi-tó
A Garancsi-tó Piliscsaba és Tinnye között található, utóbbi külterületén, gyönyörű környezetben.
A térség egyetlen, évszázadok óta meglévő tava kedvelt kirándulóhely. A tó és környéke helyi védettségű természetvédelmi terület. A fővárosiak kedvelt kirándulóhelye és korábban horgásztava is.
A "regényes fekvésű" tó szelíd dombok által közrefogott völgykatlanban jött létre; sokáig természetes eredetűnek tartották, ám az újabb kutatások szerint antropogén hatásra jött létre valamikor a középkorban, útépítés miatt elrekesztődött, agyagos talajú völgyben. A tóval és környékével kapcsolatban a környező településeken több legenda, népmonda is kialakult.

## Fekvése

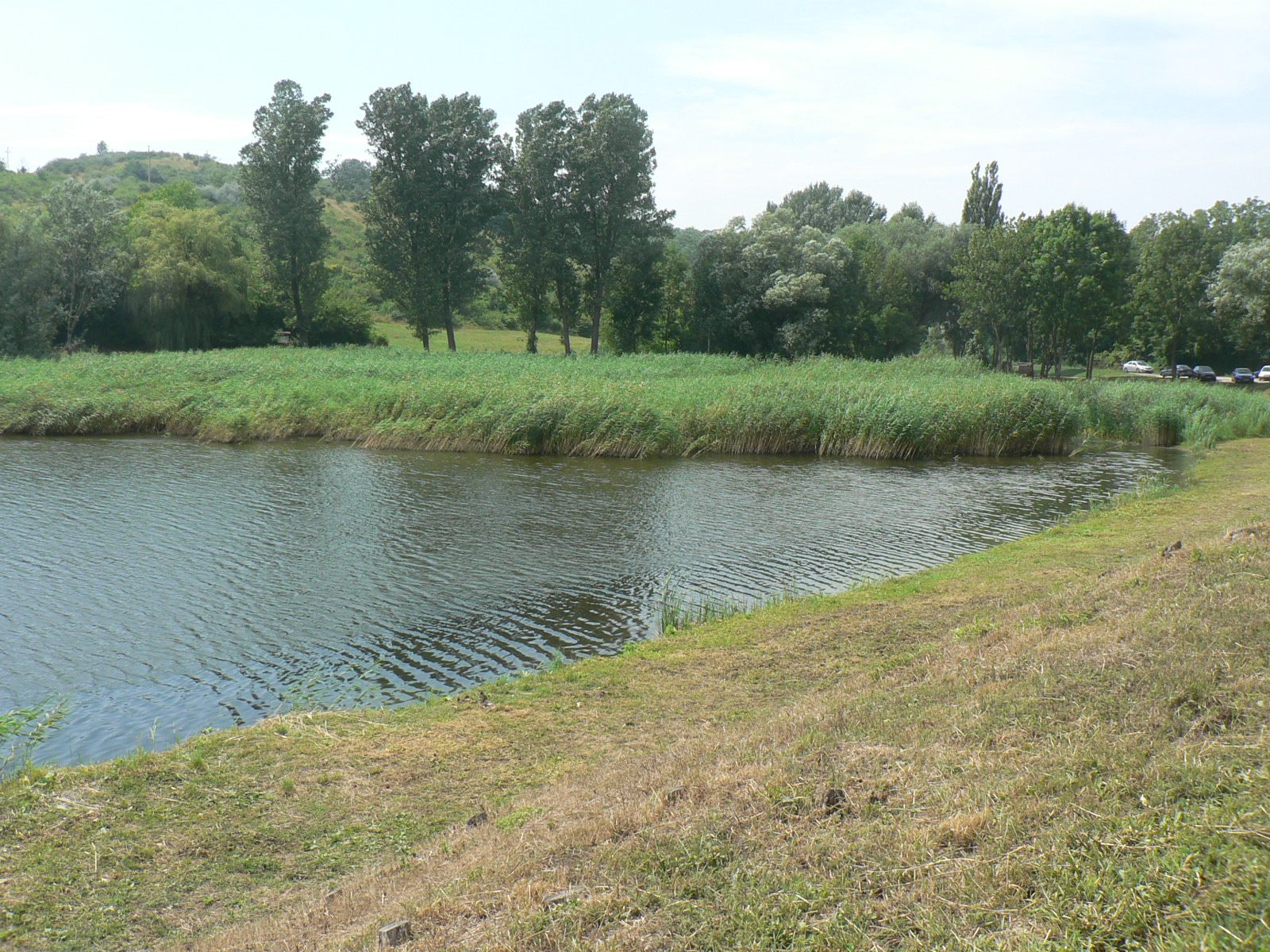
A tó nyugati öble az országút kanyarulata mellett

A Garancsi-tó a Budai-hegység és a Gerecse keleti részét képező Zsámbék-Bajnai-dombvidék találkozásánál alakult ki, egy északnyugat-délkelet irányú törésvonal mentén, 240 méteres tengerszint feletti magasságban. Három irányból lankás dombok veszik körül, míg északnyugat felől a Tinnye-Piliscsaba közti országút, azon túl pedig egy keskeny, időszakosan vízjárta völgy határolja. Átlagos vízállásnál a legmélyebb pontja 240-260 cm, vízgyűjtőjének teljes területe megközelítőleg 60 hektár.

## Vízrajza, vízminősége
A tó első ismert térképi ábrázolása a II. József idejében készült katonai térképen látható, abban időben a tó területe még mintegy 39 ezer négyzetméter volt, és a mai állapottal ellentétben még nem volt lefolyástalan, a Meleg-völgy irányában volt egy felszíni elvezető vízfolyása. Később azonban a vízutánpótlás hiánya miatt a területe kisebb lett és lefolyástalanná vált.

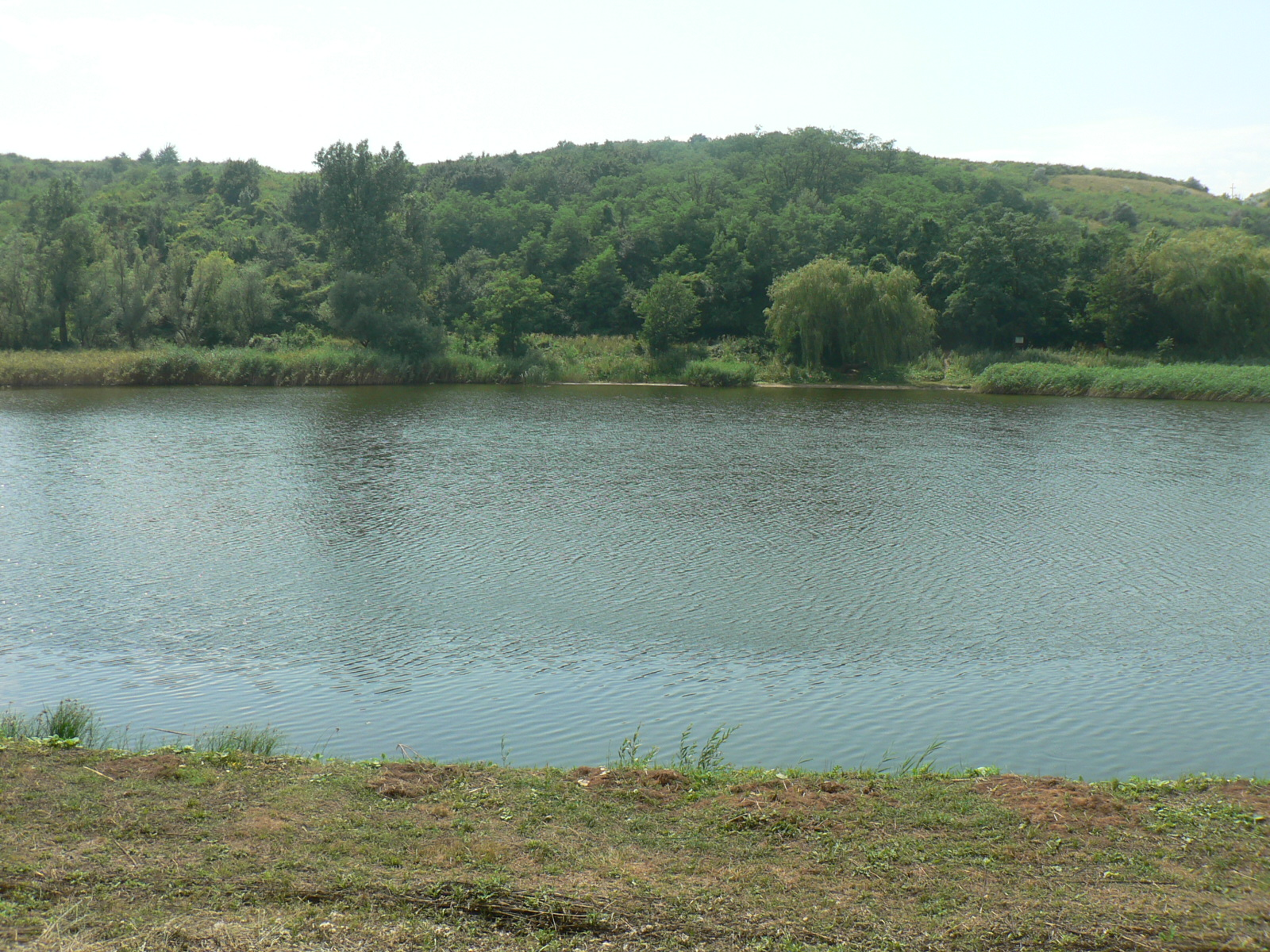
Nyílt vizet már jobbára csak észak felől lehet fotózni a tavon

Vizének kémhatása gyengén lúgos, magnézium-hidrogénkarbonátos-szulfátos jellegű; 2001-es mérések szerint a víz magnéziumtartalma literenként 152, bikarbonát-tartalma 387, szulfáttartalma pedig 501 milligramm.
Pollen- és kovamoszat-vizsgálatok alapján úgy tűnik, hogy a terület az elmúlt századokban több nagy változáson ment keresztül: eleinte a vízborítás nagy kiterjedése dacára is rendkívül sekély, mocsárszerű, erősen lúgos vizű tó volt itt, idővel a mélység egy darabig növekedett, majd valószínűleg csapadékcsökkenés hatására sekélyesedésnek indult, miközben sótartalma növekedett. Az 1980-as évek derekától a szélsőséges tápanyagdúsulást kedvelő fajok tömeges elszaporodása vált jellemzővé.

## Története

### A kezdetektől 1970-ig
Legújabb kutatások szerint a tó nem természetes módon, hanem a rétegvíz visszaduzzasztásával keletkezett, még a középkorban, egy közlekedési út megépítését követően, vízutánpótlását sem források adják, mint ahogyan azt korábban feltételezték, vízmennyisége kizárólag a csapadék függvénye.
A tó halászati hasznosítására már a török időktől vannak adatok, egy 1546-os összeírás idején halászati hasznát 100 forintra becsülték; az itt termő nád hasznosításáról (learatásáról és jobbágyházak fedéséhez való alkalmazásáról) ugyancsak már a XVIII. századtól kezdve ismertek adatok. Hasznosították ezen felül a vizet kenderáztatásra és telente jégvágásra is; az itt kitermelt jeget a helyiek a környék vendéglőseinek és mészárosainak adták el.

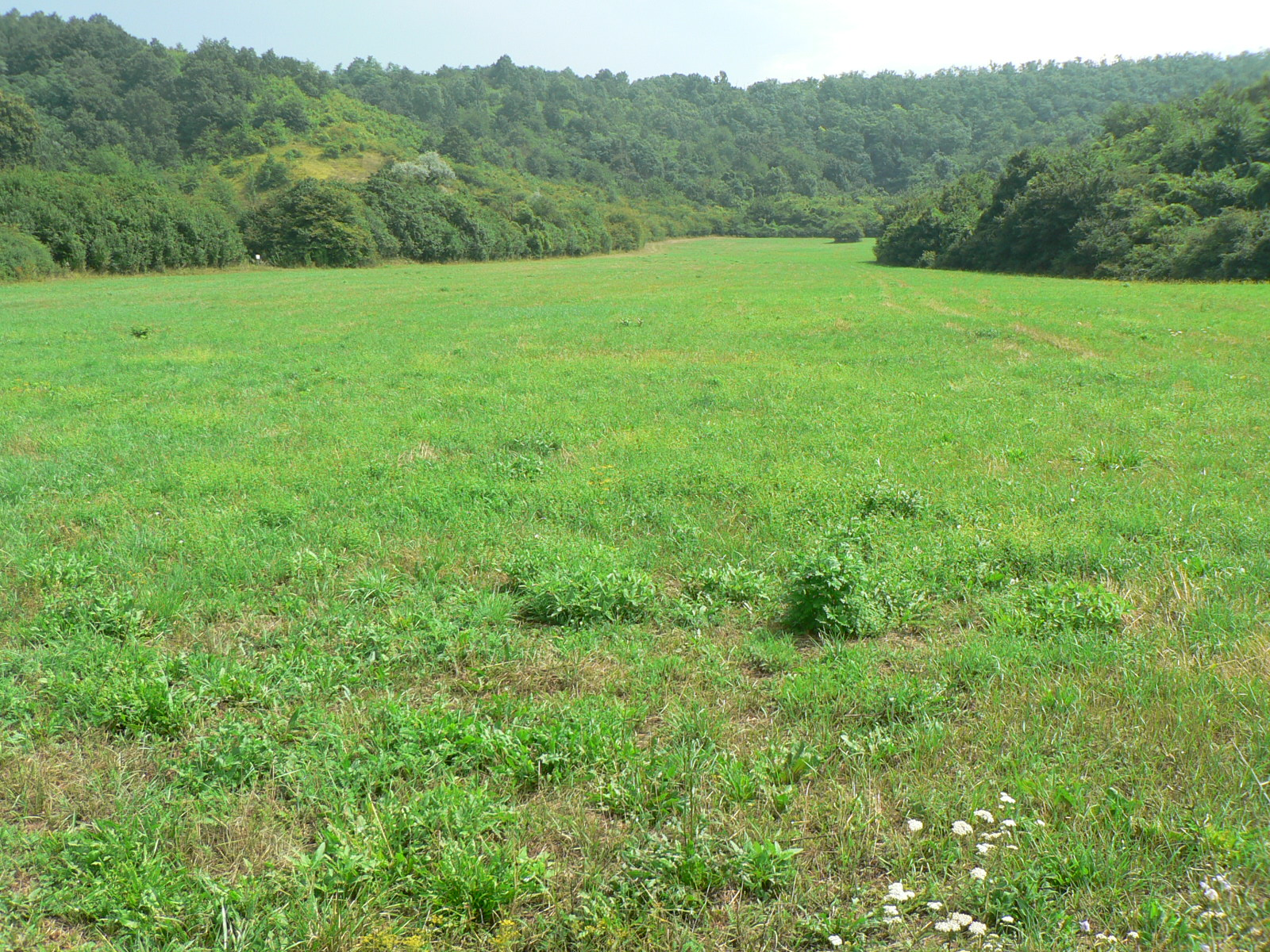
Hosszan elnyúló lapályos völgy a tó délkeleti végénél

Amikor 1842-ben tinnyei földbirtokos lett, Kossuth Lajos figyelmét is felkeltette a szép fekvésű tó, amit fürdésre alkalmassá kívánt tenni, ezért fel is kérte Vásárhelyi Pált a tó forrásainak feltárására. Erre azonban sajnos nem került sor, minden bizonnyal a neves vízépítő mérnök 1846 kora tavaszán bekövetkezett, váratlan halála miatt.
A későbbi évtizedekben a völgyben fellelhető agyagot igyekeztek inkább hasznosítani: elsősorban a tinnyei parasztházak építéséhez használták az itt kitermelt agyagot, de egy időben téglagyár is működött a tó közelében. Az 1950-es években egy ideig kacsatelep működött a tóparton, a környező területeken pedig kukoricát és gabonát is termesztettek, mindez elképzelhetően igen nagy mértékben hozzájárult a tó vizének tápanyagterheléséhez.

### 1970 óta
1970-1973 között a Magyar Távirati Iroda bérelte a Töki Egyetértés Mezőgazdasági Termelőszövetkezettől. A tó akkor nagyon hínáros volt, ezért több mázsa amurt (növényevő halat) telepítettek ide. A termelőszövetkezet dolgozói töki, perbáli, tinnyei és piliscsabai horgászokkal 1973-ban alakították meg a Töki Egyetértés Horgászegyesületet, amelynek nevét a rendszerváltást követően Garancs-tó Horgászegyesület névre változtatták meg; az egyesület taglétszáma 160 és 250 fő között ingadozott.
A vízfelület nagysága eredetileg 4 hektár volt, de már a nyolcvanas évek közepén apadni kezdett, és az iszap vastagsága is számottevően nőtt. A termelőszövetkezet és az akkori piliscsabai tanács 1987-ben tervet készíttetett a tó medrének kotrására. Az 1988 végére elkészült tervek szerint a kotrás a partrendezéssel együtt körülbelül hétmillió forintba került volna, de mivel a rendszerváltás után a Töki Tsz. megszűnt, és a tó tulajdonjoga a Piliscsabáról levált Tinnye községhez került, a kotrás elmaradt.

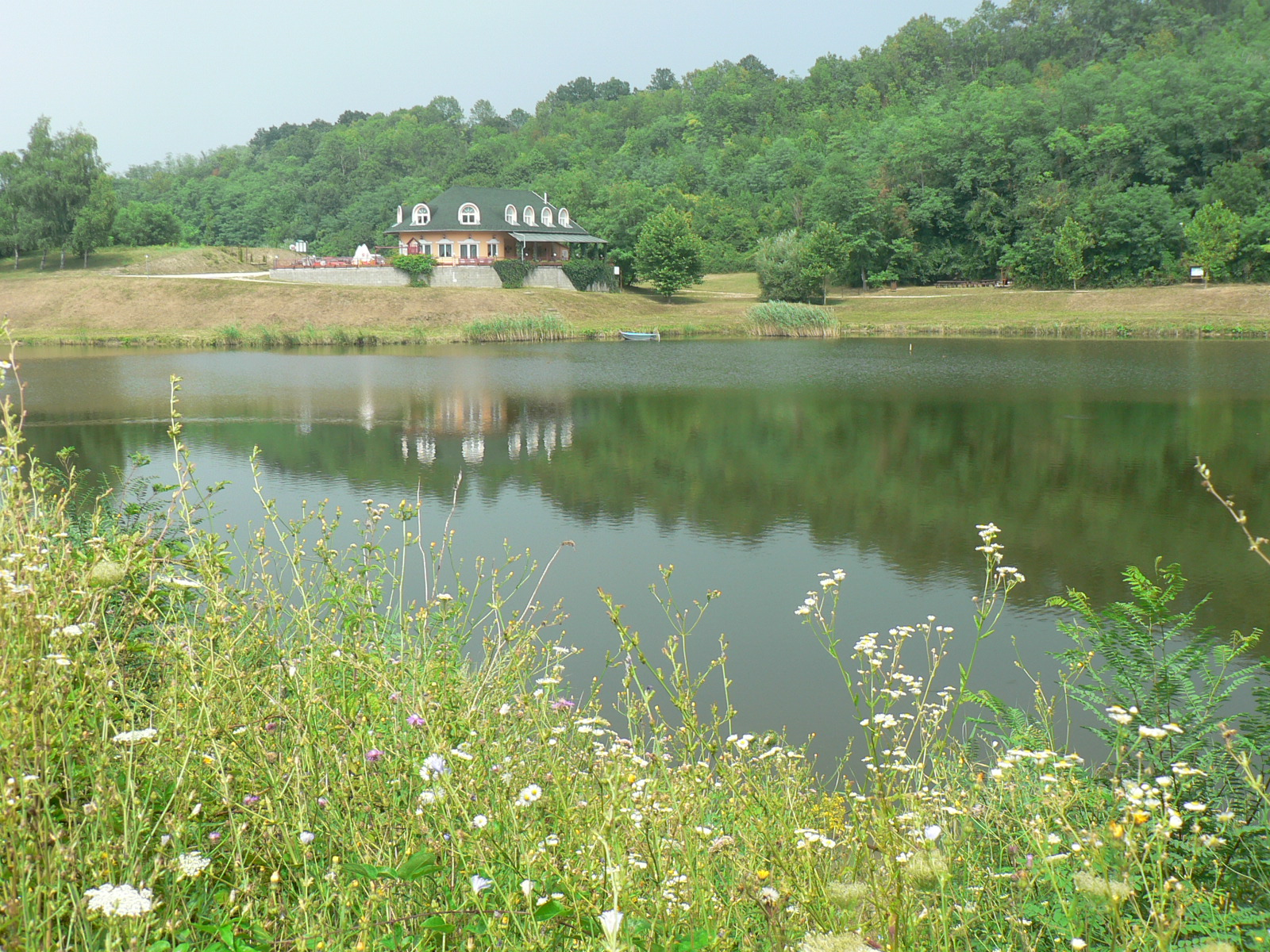
A tó és a panzió a déli part felől

Az 1990-es évektől a tó vízfelülete rohamosan csökkenni kezdett, ezzel párhuzamosan – a horgászati lehetőségek visszaesése miatt – az egyesület taglétszáma is erős apadásnak indult. Az egyesület vezetői és tagjai ezzel együtt folyamatosan igyekeztek gondozni és kezelni a tavat: a rendszeres haltelepítések mellett minden évben végeztettek vízvizsgálatokat és karbantartották a partot, de mivel a tó új tulajdonosával, Tinnye önkormányzatával nem tudtak megállapodni, és számukra elfogadható bérleti vagy használati szerződést kötni, így pályázni sem tudtak a további fejlesztésre. A horgászegyesület egyebek közt a Magyar Országos Horgász Szövetségtől, a Földművelésügyi Minisztériumtól, illetve a környezetvédelmi és vízügyi szakhatóságoktól is próbált segítséget kérni, de sajnos anyagi támogatást semelyik forrásból nem tudtak szerezni, így a témában született több napilapcikk és a televízió nyilvánossága ellenére sem sikerült a tó és környezetének rehabilitációja.
A tó vízfelülete jelenleg 2-2.5 ha között ingadozik, az aljára lerakodott iszap pedig helyenként eléri az 1 méter vastagságot. A tavat az elmúlt években különböző vállalkozások bérelték, de mindegyikük megtűrte az egyesület horgászait. 2009-ben rehabilitációs munkák is kezdődtek a tavon, a tinnyei Önkormányzat beruházásában, pályázati támogatással. A tavon jelenleg horgászati tilalom van érvényben.
A 2024-ben megválasztott polgármester bejelentette, hogy tárgyalásokat kezdeményezett a Vízügyi Igazgatósággal a klímaváltozás következtében leapadt vízfelületű tó és a part állapotának rendezéséről, a tó megmentése érdekében. Az ehhez szükséges munkálatok fedezetét pályázati pénzek bevonásával kívánják fedezni.

### A tó kultúrtörténete

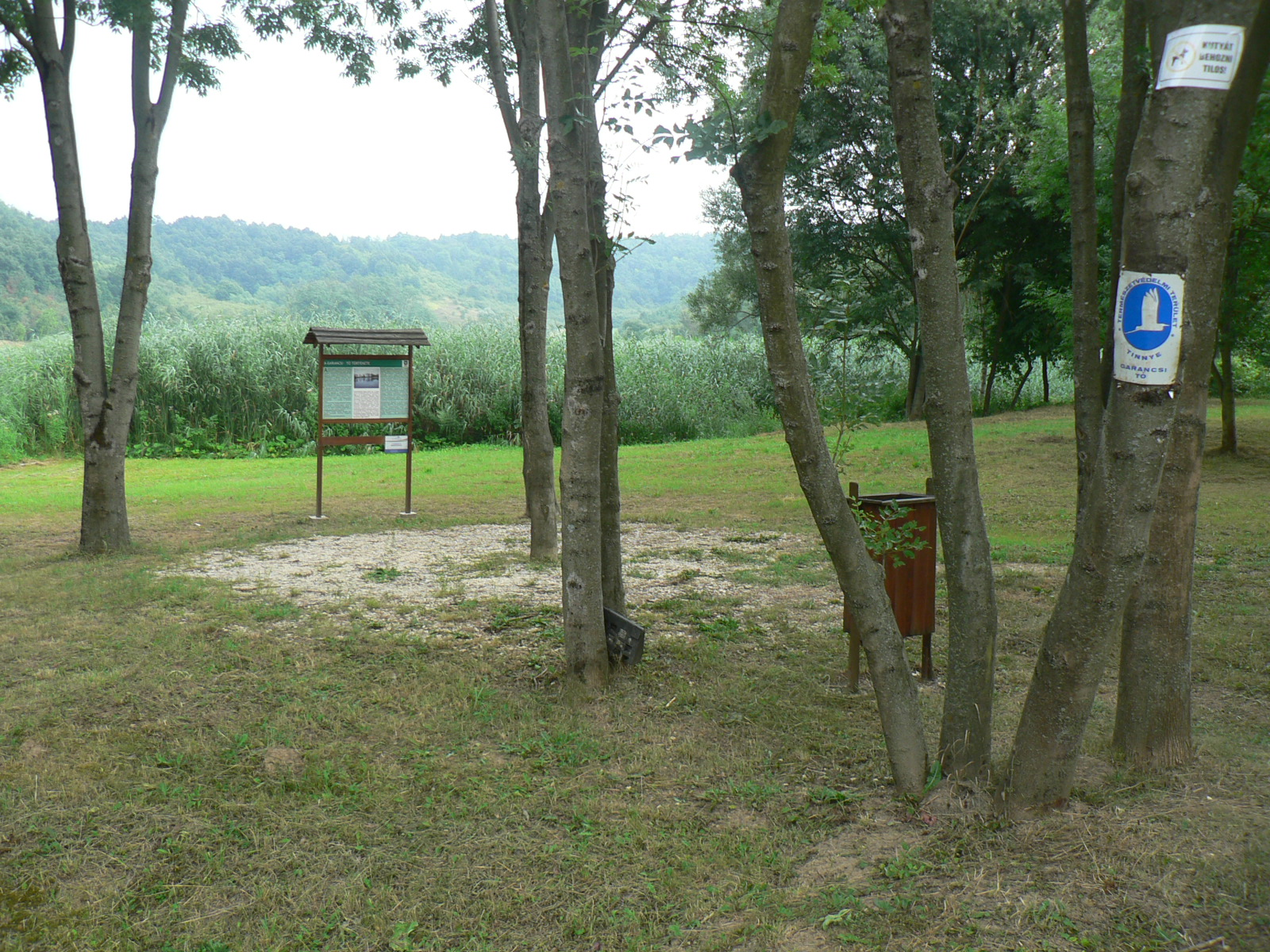
A Garancsi-tó tanösvény kiindulási pontja

2000 nyarán nagyrészt itt forgatták az Üvegtigris című filmet, majd később a film második és harmadik folytatásának számos jelenetét is. A forgatásnál használt büfékocsi a tó partján hagyva azóta turisztikai látványosság lett.
A 2000-es években a tó körül kis tanösvényt alakítottak ki körülbelül tíz tájékoztató táblával, pihenőhelyekkel és szemétgyűjtő edényekkel. A korábbi horgásztanya épületében már az 1980-as években büfét alakítottak ki, majd az egész épületet éttermes panzióvá építették át, jelenleg – az itt forgatott nagy sikerű film nyomán – ez viseli az Üvegtigris nevet.

## Paraméterei
- Vízterülete: 2-3 hektár
- Típusa: természetes víz
- Jellemző halfajták: ponty, keszeg, amur, csuka
- Horgászati módok: természetes part
- Horgászati időszak: A tavon jelenleg tilos a horgászat[10]

## A tó élővilága

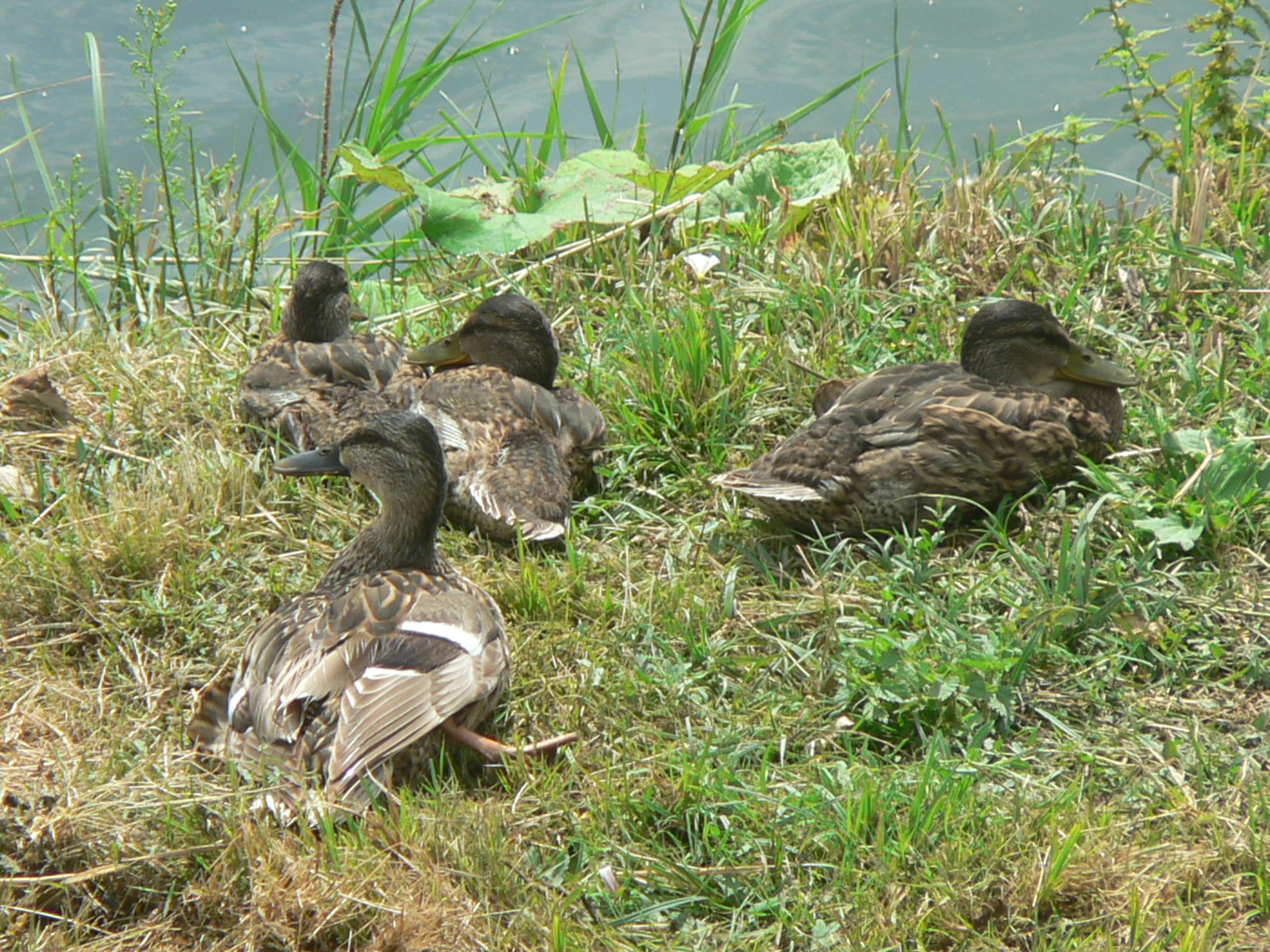
Pihenő tőkésréce-család a tó partján

A tó környékén néhány védett növényfaj, illetve néhány tucatnyi védett állatfaj rendszeres előfordulása igazolt, ezek közül a fontosabbak az alábbiak:

### Védett növények
Árlevelű len (Linum tenuifolium), sárga len (Linum flavum), bíboros kosbor (Orchis purpurea), Sadler-imola (Centaurea sadleriana).

### Védett állatok

#### Védett gerinctelenek
Éticsiga (Helix pomatia), imádkozó sáska (Mantis religiosa), nappali pávaszem (Inachis io), Atalanta-lepke (Vanessa atalanta), kardoslepke (Iphiclides podalirius), mezei futrinka (Carabus granulatus), bőrfutrinka (Carabus coriaceus), dunántúli kékfutrinka (Carabus germarii), diófacincér (Megopis scarabicornis), szalmacincér (Calamobius filum), nagy szarvasbogár (Lucanus cervus), kis szarvasbogár (Dorcus parallelipipedus), magyar virágbogár (Netocia ungarica).

#### Védett madarak
Kis vöcsök (Tachybaptus ruficollis), darázsölyv (Pernis apivorus), barna rétihéja (Circus aeruginosus), kabasólyom (Falco subbuteo), fürj (Coturnix coturnix), vízityúk (Gallinula chloropus, vadgerle (Streptopelia turtur), európai lappantyú (Caprimulgus europaeus), kakukk (Cuculus canorus), macskabagoly (Strix aluco), erdei fülesbagoly (Asio otus), gyurgyalag (Merops apiaster), zöld küllő (Picus viridis), kis fakopáncs (Picoides minor), nagy fakopáncs(Dendrocopos maior), mezei pacsirta (Alauda arvensis), sárga billegető (Motacilla flava), ökörszem (Troglodytes troglodytes), fülemüle (Luscinia megarhynchos), barátposzáta (Sylvia atricapilla), sárgarigó (Oriolus oriolus), holló (Corvus corax).

#### Egyéb védett gerincesek
Vöröshasú unka (Bombina bombina), barna varangy (Bufo bufo), erdei béka (Rana dalmatina), fürge gyík (Lacerta agilis), zöld gyík (Lacerta viridis), erdei sikló (Elaphe longissima), közönséges vakond (Talpa europaea), ürge (Spermophilus citellus).